# دیوید گرینگلاس
دیوید گرینگلاس (به انگلیسی: David Greenglass) جاسوس آمریکایی که به جرم همدستی در جاسوسی با ژولیوس و اتل روزنبرگ و دادن اطلاعاتی راجع به سلاح‌های اتمی به شوروی در آمریکا به ۱۵ سال زندان محکوم شد که ۱۰ سال آنرا در زندان گذراند.